# Antenne rideau

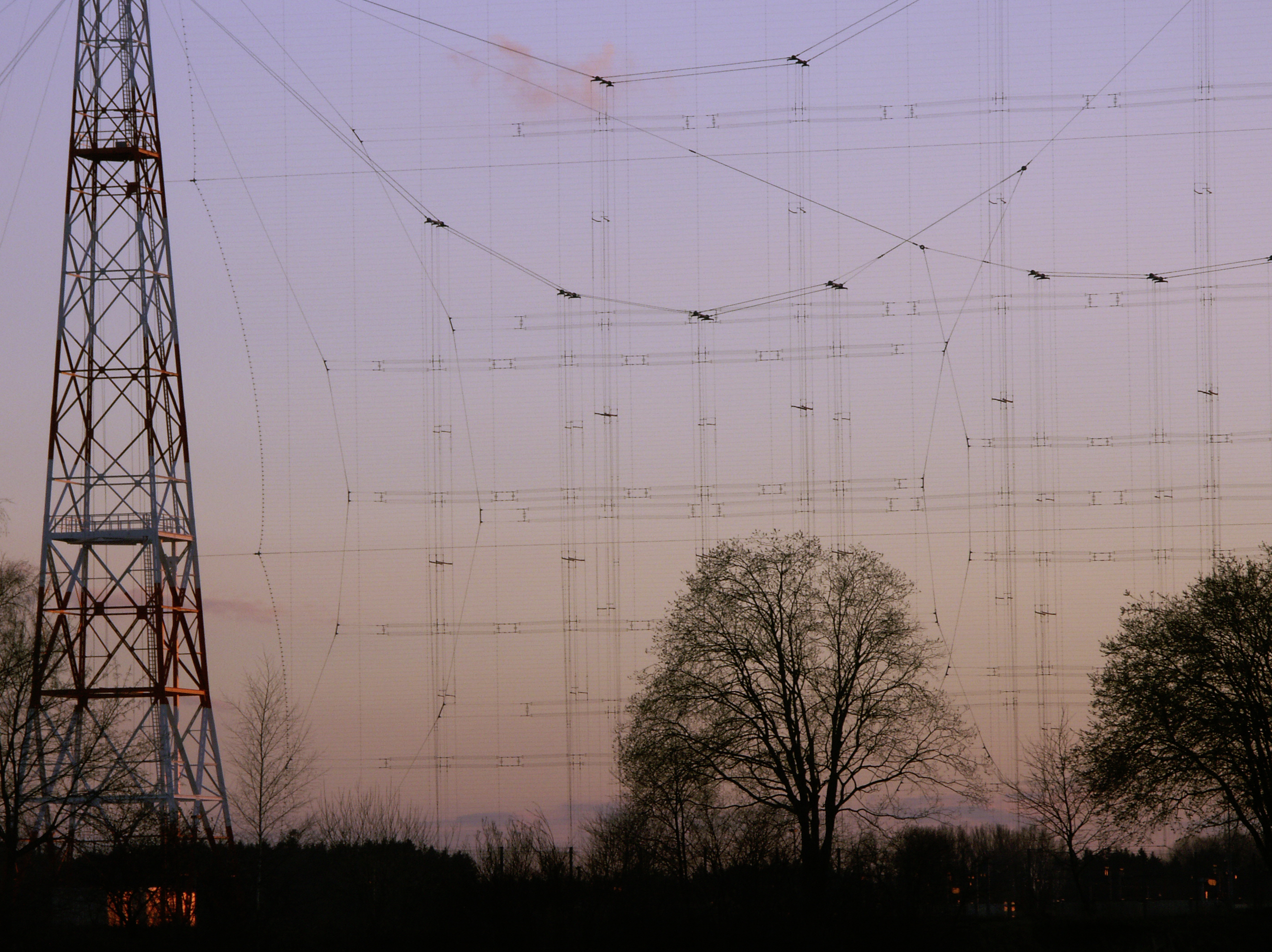
Antennes rideaux HF de radiodiffusion à Wertachtal, Bavière.

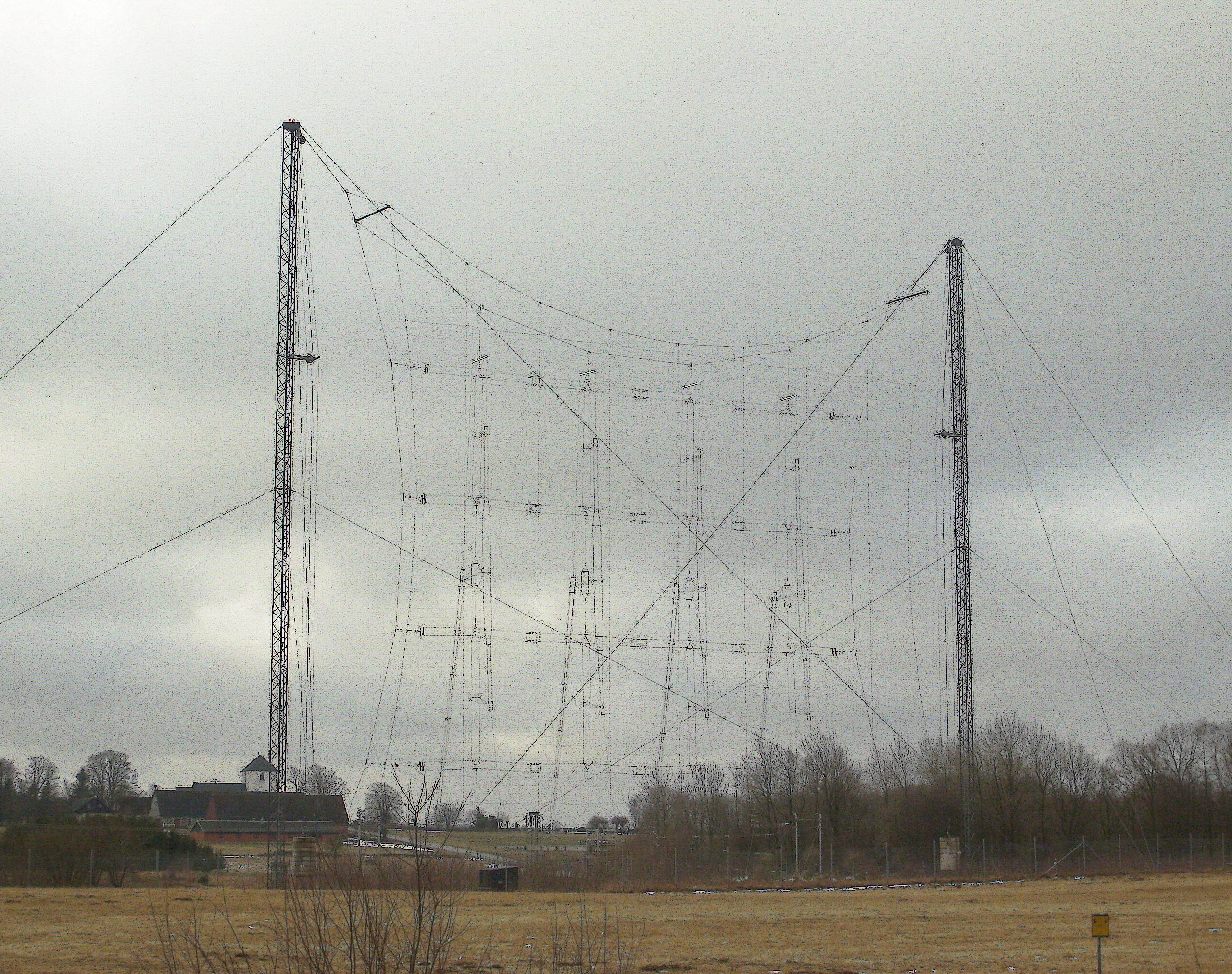
Antenne rideau HF de quatre fois quatre éléments dipôle à Hörby, Suède.

Une antenne rideau est une antenne directive pour les ondes courtes (décamétriques) qu’on utilise pour des émetteurs radio.

## Les conditions
L’objectif des services de radiodiffusion en ondes décamétriques est la couverture d’une zone géographique étendue. Pour cela, il faut avoir une puissance d’émission suffisante et une fréquence adaptée à la prévision ionosphérique. Pour réunir les conditions technico-économiques, on a développé les antennes rideaux. Elles permettent gain élevé  en puissance et la possibilité d’être utilisées sur plusieurs fréquences avoisinantes, ce qui économise de la place et des antennes additionnelles.

## Construction
Une antenne rideau comporte plusieurs antennes, qui sont montées devant un réflecteur. Les antennes et le réflecteur sont suspendus par des câbles d’acier et des isolants comme un rideau entre deux pylônes en fer ,.

### Gain
L’antenne la plus simple est le dipôle. Elle peut être construite à partir d’un simple fil de fer, ce qui est bon marché. Quand on combine deux dipôles côte à côte dans une ligne, on obtient un lobe principal de demi largeur horizontale et un gain de 3 dB. Quand on combine 4 dipôles côte à côte dans une ligne, le gain monte à 6 dB avec un lobe ayant pour largeur le quart d'un dipôle.
Pour augmenter le gain (et la directivité) de 6 dB en plus, on peut ajouter une ligne similaire en vertical : le gain monte à 12 dB, car la largeur verticale du lobe est réduite de moitié. En ajoutant encore deux lignes (ce qui donne alors une grille de 4×4 éléments), le gain monte à 24 dB. Dans les faits il y a des pertes dans les circuits d’équilibrage et d’adaptation. Selon les conditions on peut obtenir un gain de 20 dB pour une antenne de 4 sur 4 dipôles.
Cela signifie qu'une puissance d'émetteur de 500 kW devient 50 000 kW de puissance apparente rayonnée dans la direction désirée.

### Agrandir la largeur de bande

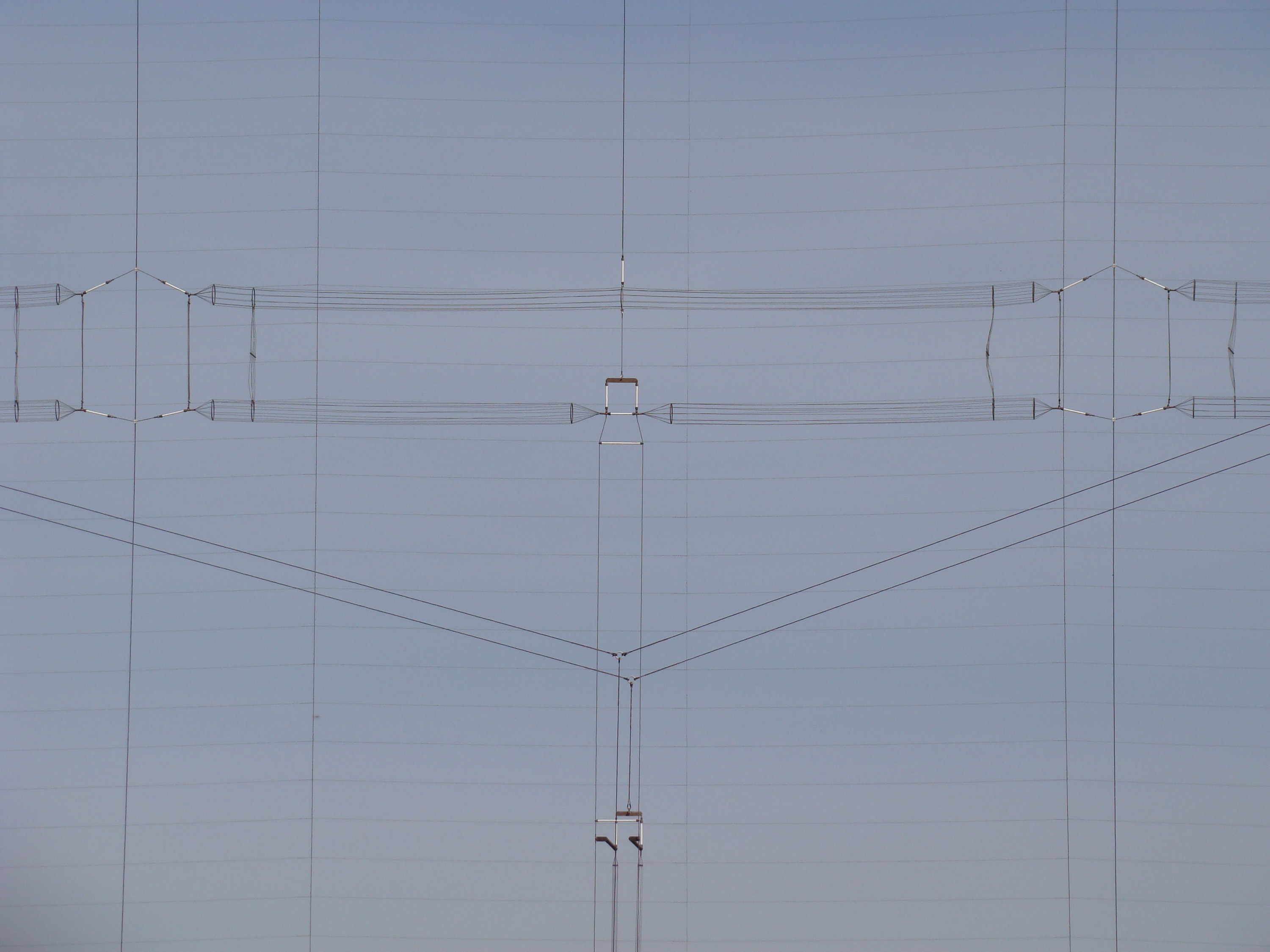
Doublet demi-onde à large bande avec des éléments en cage

Quand on remplace le fil de fer unique des dipôles d’une antenne par des éléments en cage, la largeur de bande grandit sans perte de gain où de directivité. L’antenne peut être utilisée avec des adaptions pour 3 ou 4 bandes radiofréquences voisines
Cela réduit le cout, car on peut utiliser une antenne pour plusieurs fréquences.

### Forme de construction élargie

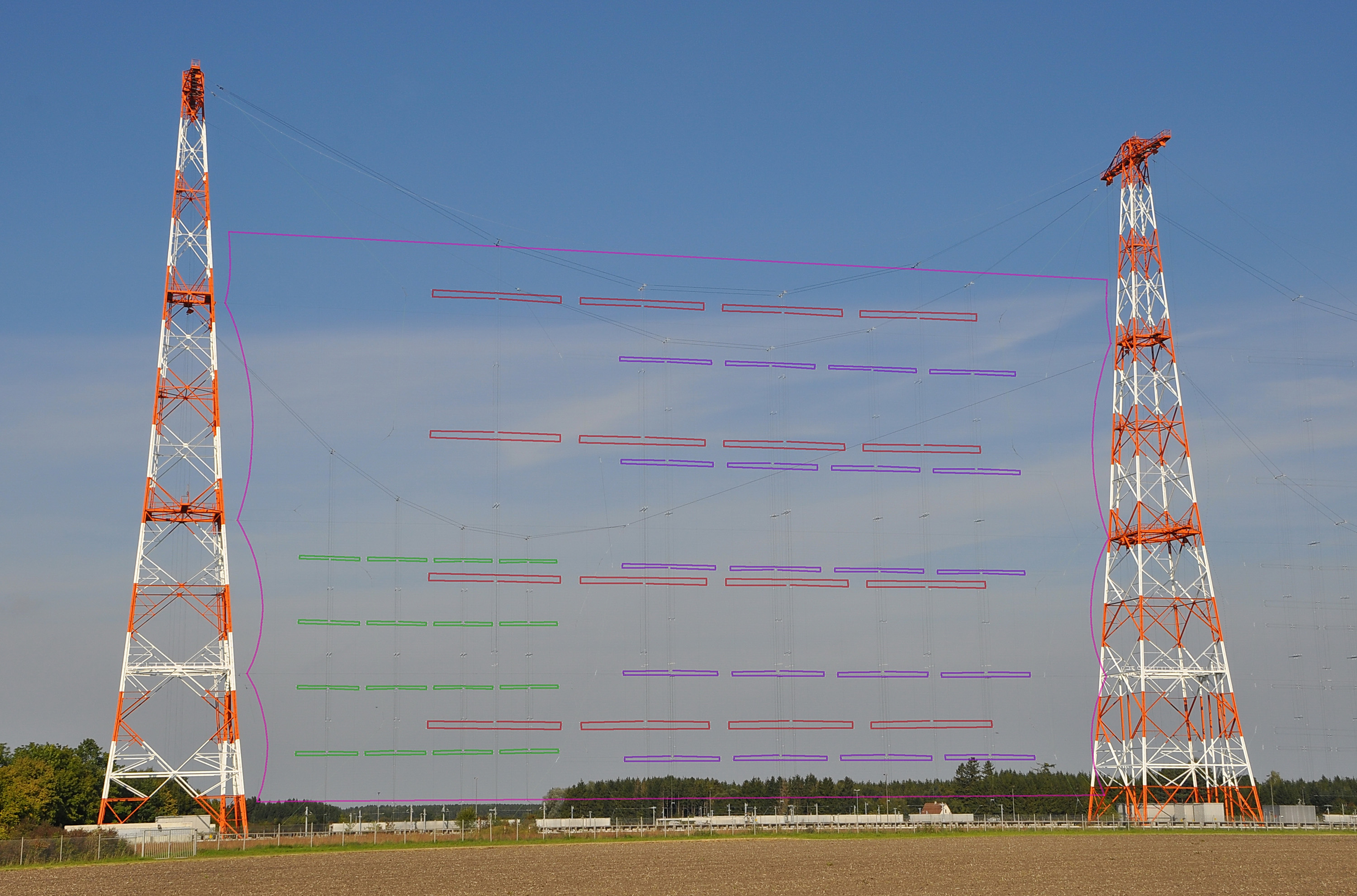
Exemple pour l’utilisation élargie d’une antenne

L’image montre l’utilisation élargie d’une antenne à Wertachtal (Bavière, Allemagne).
 Vers la direction 210° (on voit à l'avant, dessinée en rouge) une antenne de 16 éléments pour 6 et 7 MHz. À l'arrière (direction 30°), on trouve à gauche, colorée en vert, une antenne de 16 éléments pour 11, 15 et 17 MHz. À droite, il est montré une antenne de 20 éléments pour 7 et 9 MHz (colorée en rose vif). La ligne inférieure de cette antenne pouvait aussi être utilisée seule pour les cibles plus proches. En pratique, deux antennes pouvaient être utilisées en même temps, une de chaque côté pour des fréquences avec un écart suffisant.

#### Nouveautés
Depuis 1993, il existe une forme nouvelle de construction d’une antenne rideau, développée par Thomson CSF (plus tard Thales Group) et TéléDiffusion de France TDF comme remplacement pour les anciens émetteurs à Allouis et Issoudun. Pour cette construction, l’antenne est autoporteuse installée sur un seul poteau rotatif. À la base de poteau se trouve l’émetteur. On l’a dénommée antenne ALLISS.

## Nomenclature
Le CCIR (aujourd’hui ITU) a normé la désignation des antennes rideaux.
. La désignation utilise ce schéma : Les lettres HR(S) suivies de trois valeurs numériques n/m/h, dont le 'h' peut être un chiffre décimal.
- HR designe une antenne rideau à polarisation Horizontale avec Réflecteur.
- S’il est à place : S = L’antenne est rotative ou est équipée avec un déphaseur, qui permet de pivoter le faisceau (Slewable).
- m désigne le nombre des doublets demi-onde dans une ligne d’antenne
- n désigne le nombre des lignes en verticale
- h désigne le hauteur du ligne le plus bas outre le sol en fraction de longueur d’onde

D’après cela 'HR 4/2/1' désigne une antenne avec deux lignes à 4 dipôles horizontaux en hauteur d'une longueur d’onde sur sol. Quand elle est rotative, la désignation sera 'HRS 4/2/1'.